# Prvenstvo SRJ/SCG u vaterpolu
Prvenstva SRJ/SCG u vaterpolu održavala su se od nastanka države 1992. do njenog raspada 2006.

## Sezone
- 1992.: Crvena zvezda
- 1993.: Crvena zvezda
- 1994.: Budvanska rivijera
- 1995.: Partizan
- 1996.: Bečej
- 1997.: Bečej
- 1998.: Bečej
- 1999.: Bečej
- 2000.: Bečej
- 2001.: Bečej
- 2002.: Partizan
- 2003.: Jadran HN
- 2004.: Jadran HN
- 2005.: Jadran HN
- 2006.: Jadran HN

### Uspješnost klubova
- Bečej - 6 naslova
- Jadran HN - 4 naslova
- Partizan - 2 naslova
- Crvena zvezda - 2 naslova
- Budvanska rivijera - 1 naslov